# Edgar Xavier Marvelo
Edgar Xavier Marvelo (16 de diciembre de 1998) es un atleta de wushu taolu de Indonesia.

## Trayectoria
Marvelo empezó practicar wushu en la edad de seis. Durante su juventud, ganó medallas de oro en el changquan en el 2008 y 2014 Campeonatos Mundiales de Wushu de la Juventud. Ganó también una medalla de oro en el 2014 Juegos Escolares de ASEAN y un año después en 2015, Marvelo era el campeón nacional junior indonesio.
En los Juegos_del_Sudeste_Asiático 2017, Marvello ganó una medalla de bronce en changquan. Él entonces debutado en el Campeonato Mundial de Wushu de 2017 donde ganó una medalla de plata en daoshu. Un año después, Marvelo ganó la primera medalla de Indonesia en los Juegos Asiáticos de 2018 por colocar segundo en el changquan evento.
En 2019, regresó al Campeonato Mundial de Wushu y ganó tres medallas de oro en changquan, gunshu, y en el duilian evento con Harris Horatius y Seraf Naro Siregar. Su consecución de tres medallas de oro le hizo el más prolífico atleta no chino durante un solo rendition de los campeonatos. Unas semanas después de la competición, Marvelo ganó dos más medallas de oro en los 2019 Juegos del Sudeste Asiático 2019 en daoshu y gunshu combinó evento y duilian. Dediqué su victoria en los juegos a su padre tardío quién falleció durante la mañana de su evento.
Edgar ha aparecido en el Hitam Putih y Brownis programas televisivos indonesios.